# Nichtflüchtiger Speicher
Als nichtflüchtige Speicher (Mehrzahl; Einzahl: „nichtflüchtiger Speicher“; dies lehnübersetzt aus dem amerikanisch-englischen ‚nonvolatile …‘ oder ‚non-volatile memory‘, kurz NVM) – zudem genauer nichtflüchtige Datenspeicher und (wieder allgemeiner) auch „persistente Speicher“, übersetzt also als Dauerspeicher oder auch Festspeicher – werden in der elektronischen Datenverarbeitung verschiedene Datenspeicher bezeichnet, deren gespeicherte Informationen auf Dauer erhalten bleiben – also auch während der Rechner nicht in Betrieb ist oder nicht mit Strom versorgt wird.
Nichtflüchtige Speicher sind heutzutage fast ausschließlich Sekundärspeicher – wie SSDs (und ähnliche, ältere Halbleiterspeicher wie EPROM und Flash-Speicher), aber auch magnetische, wie Festplatten und (nur noch sehr selten im Einsatz) Disketten, sowie optische, wie CDs und DVDs. In den Anfangstagen der Informationstechnologie wurden Trommelspeicher und Kernspeicher als nichtflüchtige Speicher eingesetzt. In den letzten Jahren steigt das Interesse an nichtflüchtigen Arbeitsspeichern (englisch non-volatile random access memory und zudem kurz NVRAM genannt). Beispiele dieser Klasse von RAMs sind FeRAM, MRAM und PCRAM.

## Einzelbelege
1. ↑  Nichtflüchtiger Speicher – ITWissen.info, am 23. Oktober 2018; dort u. a. auch mit „Deutsch: […] Nichtflüchtiger Speicher“ und „Englisch: […] non-volatile memory - NVM“
2. ↑  Digitale Dauerspeicher: Langzeit-Archivierung mit der Festplatte – Spiegel, am 5. Juli 2009